# Ilona magyar királyné
Ilona (néha Szerbiai Ilona, szerbül: Јелена Вукановић, horvátul: Jelena Vukanović; 1109 után – Székesfehérvár, Magyar Királyság, 1146 után), a Vukanović-házból származó szerb hercegnő, II. Béla király hitveseként Magyarország királynéja 1131 és 1141 között, majd hitvese halálát követően az ország régense fivérével, Belos bánnal, fia, II. Géza király 1146-os nagykorúságáig. A magyar hagyomány erőskezű és kegyetlen uralkodófeleségként tartja számon, aki hitvesét segítve de facto módon gyakorolta a hatalmat az országban.

## Élete
Apja I. Uroš szerb nagyzsupán, anyja Diogenissza Anna bizánci hercegnő, IV. Rómanosz bizánci császár unokája volt. (Vannak azonban olyan vélemények is, melyek szerint Ilona édesanyja nem ő, hanem egy közelebbről nem azonosítható bizánci előkelő volt). Apja részt vett az 1127 és 1129 között zajló bizánci–magyar háborúban II. István magyar király oldalán. A magyar hadsereg ekkor bevette a bizánci fennhatóság alatt álló Nándorfehérvárt, majd eljutott Niš, Szófia és Plovdiv városáig.
II. István 1129 körül házasította össze  unokatestvérét, Béla herceget Ilonával. Bélát még Könyves Kálmán vakíttatta meg, miután testvére, Béla apja, Álmos herceg sokadszorra is megpróbálta letaszítani őt a trónról. I. Uroš leánya házasságát megelőzően a magyar király oldalán harcolva mért vereséget a Bizánci Birodalomra, így boldogan vett föl újabb szövetségesi kapcsolatot az Árpád-házzal. II. István a házasságkötés után birtokokat adományozott Bélának és Ilonának Tolna közelében.

### Királynéként

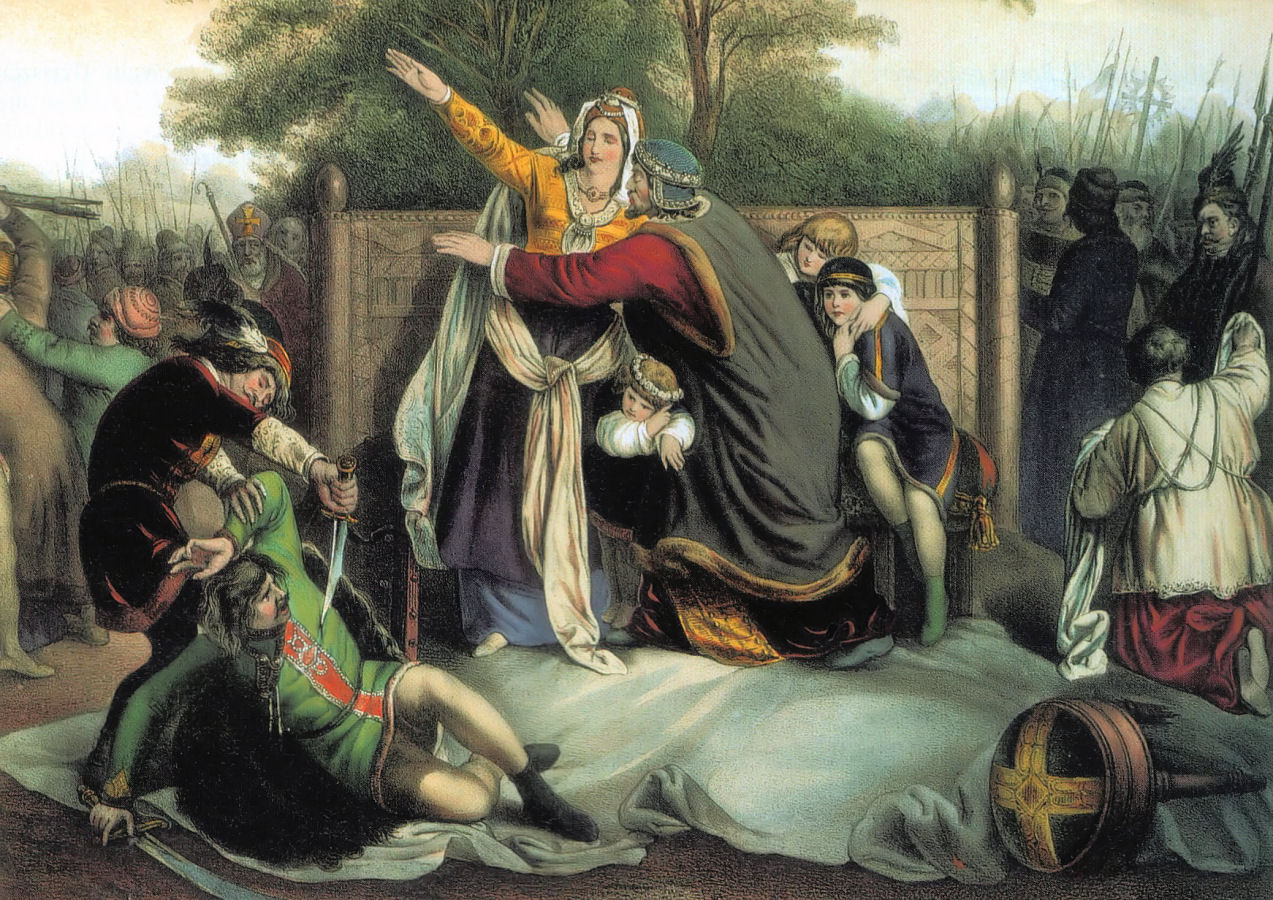
II. Béla és Ilona az 1131-es aradi országgyűlésen (Geiger Péter N. János festménye, 19. század)

Miután II. István 1131. március 1-én meghalt, fiúutód híján a korona Vak Béla herceg fejére szállt. Bélát és Ilonát 1131. április 28-án koronázták meg Székesfehérvárott. Ilona végig hű volt vak férjéhez, segítette a kormányzásban, így de facto társuralkodójává vált, mivel a döntések egy jó részét ő maga hozta meg. Hat gyermekük született: Géza, László, István és Álmos hercegek, valamint Zsófia és Erzsébet hercegnők. Uralkodásuk kezdetének évében országgyűlést hirdettek Aradra, ahol minden bizonnyal Ilona felbujtására az Álmoshoz és Bélához hű nemesek hatvannyolc hatalmukra veszélyesnek ítélt főurat mészároltak le, akiket vétkesnek találtak Béla és apja megvakításában. Ez természetesen csak üres indok volt, hiszen addigra már nem sokan éltek vagy vettek részt a hatalomban azok közül, akik Kálmán oldalán álltak az Álmos elleni harcban. Ilona pártfogásával később számos szerb nemzetiségű telepes érkezett Csepel-szigetére, akik ráckevei szerb monostort is alapították. A monostor ma Magyarország egyik legjelentősebb szerb nemzetiségi emléke.

### Béla halála után
Béla király 1141-es halálát követően legidősebb fiuk, a tizenegy esztendős Géza került a trónra. A herceg még kiskorú volt, így a tényleges hatalom Ilona és fivére, Belos bán kezében összpontosult. Belos még Béla uralkodása alatt érkezett az országba. Az ország nádoraként és Szlavónia bánjaként az egyik legbefolyásosabb főúr volt a királyságban. Ő lett Géza törvényes gyámja a herceg 1146-os nagykorúsításáig. Béla halála után Magyarország kapcsolatai ismét megromlottak a Német-római Birodalommal, ebből kifolyólag Zsófia lányuk és Henrik német-római herceg házassága meghiúsult. Ekkor Zsófia kolostorba vonult és az ausztriai Admontban apáca lett.
Ilona anyakirályné halálának időpontja ismeretlen, az 1146-ot követő néhány esztendőre szokás datálni a következők alapján: egy 1157-es királyi okiratban Géza írta: „pro salutem animarum matris et patris mei”, vagyis tisztelgek anyám és apám lelke előtt, tehát akkorra anyja már minden bizonnyal meghalt; egy 1146 körül kelt dokumentumban pedig, melyben a király Zsófia húgáról tudósít, említést tesz anyjáról, mely szerint a királyné akkor még élt. Halála helyszíne valószínűleg Székesfehérvár. Ott is temették el férje mellé, a Nagyboldogasszony-bazilikába.

## Titulusai
Magyarország királynéja , mint Szerbiai Ilona: 1131. március 1. – 1141. február 13.
koronázása: Nagyboldogasszony-bazilika, Székesfehérvár, 1131. április 28.